# Abbondio di Como
Sant'Abbondio di Como (in latino Abundius o Abondius; Tessalonica, ... – Como, 468) è stato un vescovo cattolico di origine bizantina, venerato come santo.
Sono sconosciuti sia la data che il luogo di nascita: la tradizione riporta come egli fosse nativo di Tessalonica. Il fatto che il nome sia di origine latina non fa dubitare di tale circostanza, poiché simili appellativi erano relativamente diffusi anche fra i Romani d'Oriente. Certamente Abbondio conosceva assai bene il greco.

## Biografia
Secondo la tradizione, Abbondio era inizialmente coadiutore di Amanzio, terzo vescovo della diocesi di Como, che aveva consolidato la presenza cristiana in città e nella vastissima diocesi (che comprendeva parte della attuale provincia di Como, l'intera provincia di Sondrio, due valli della provincia di Varese: Val Marchirolo e Valcuvia, la valle di Poschiavo del Canton Grigioni ed il Canton Ticino tranne le tre valli superiori a Nord di Bellinzona). Amanzio aveva anche edificato la grande basilica protocristiana dei Santi Pietro e Paolo (oggi basilica di Sant'Abbondio), ove aveva fissato la cattedra vescovile.
Amanzio aveva ordinato Abbondio sacerdote e già prima della morte lo aveva designato alla propria successione, consacrandolo vescovo il 17 novembre 440. Alla morte di Amanzio, nel 450 circa, Abbondio divenne così il quarto vescovo di Como, dopo Felice, Probino e, appunto, Amanzio.

### Attività diplomatica
Nel V secolo si era diffusa nell'Impero romano d'Oriente la dottrina nestoriana, che sosteneva la presenza in Cristo di due persone distinte, l'una divina e l'altra umana. La dottrina era già stata condannata come eretica dal Concilio di Efeso del 431, ma la questione si era riaccesa con Eutiche (378-454), archimandrita di un grande monastero di Costantinopoli, esponente influente alla corte dell'imperatore Teodosio II. Eutiche sosteneva che dell'incarnazione vi fossero due nature, e successivamente solo quella divina, derivata dall'unione delle due (monofisismo).
Nel 449 il secondo concilio di Efeso, indetto da Flaviano vescovo di Costantinopoli con l'intento di combattere il monofisismo, fu invece dominato da un clima di terrore instaurato dai potenti sostenitori di Eutiche: furono destituiti i più importanti teologi antiocheni (Teodoreto di Cirro, Iba di Edessa) con l'accusa di nestorianesimo, e Flaviano venne percosso fino alla morte. Il concilio si concluse con l'assoluzione di Eutiche e la scomunica di Flaviano e di papa Leone I. In preparazione del Concilio, papa Leone aveva inviato due rappresentanti, latori di una lunga lettera nota come Tomus ad Flavianum, in cui sottolineava la propria posizione contraria al monofisismo. Di fronte all'insuccesso, egli dichiarò nullo il Concilio, definendolo un latrocinium, ma l'imperatore Teodosio II lo ritenne valido.
Le cose cambiarono con la morte di Teodosio, quando il trono passò al cognato di lui Marciano, che ne aveva sposato la sorella Pulcheria. Papa Leone inviò nel 450 una nuova missione, capeggiata questa volta da Abbondio: egli ottenne che il successore di Flaviano, Anatolio di Costantinopoli (già eletto in contrapposizione a Flaviano) accettasse finalmente la famosa Tomus ad Flavianum, inviata già due anni prima al suo predecessore. Il successo di questa missione fu dovuto anche alle pressioni di Valentiniano III, imperatore d'Occidente, cugino di Pulcheria; l'interesse comune dei cugini era la preservazione dell'unità dell'Impero, già duramente provato dalle invasioni barbariche.
L'imperatrice, rifiutando le conclusioni del secondo concilio di Efeso, convocò poi un nuovo concilio a Calcedonia nel 451: il monofisismo venne condannato, Dioscoro ed Eutiche esiliati, Flaviano proclamato martire della fede e la scomunica a papa Leone dichiarata nulla. I teologi antiocheni vennero reinsediati nelle loro sedi vescovili.
Di ritorno in Occidente, nel 451 Abbondio venne accolto festosamente da papa Leone a Roma. Fu quindi incaricato di ripetere la missione in un concilio locale convocato a Milano (probabilmente esteso alle diocesi d'Occidente più esposte) ove, a nome di papa Leone, Abbondio fece proclamare al vescovo di Milano Eusebio l'adesione al Concilio di Calcedonia con connessa condanna delle dottrine di Nestorio ed Eutiche.

### L'episcopato comense
Negli anni successivi Abbondio si dedicò alla propria diocesi, diffondendo la fede nelle vasti valli che si aprono verso le Alpi, ancora largamente pagane. Il diplomatico e teologo tornò a fare il predicatore. Secondo la tradizione, Abbondio morì un giorno di Pasqua dopo la predica festiva, probabilmente nel 468 (o nel 469).

## Culto
Sin dall'alto Medioevo Abbondio fu venerato come patrono della città e della Chiesa comense e invocato nelle preghiere più solenni della Diocesi insieme ai suoi predecessori. Gli vennero attribuiti vari episodi miracolosi. È patrono della città e della diocesi di Como. Inoltre è compatrono secondario della Diocesi di Lugano. La Chiesa lo festeggia come santo il 2 aprile, mentre la Diocesi di Como lo festeggia il 31 agosto.
(Martirologio Romano)